# Glassův–Steagallův zákon
Glassův–Steagallův zákon (Glass–Steagal Act (of 1933), oficiálně The Banking Act of 1933, veřejný zákon č. 73-66, 48 Stat. 162) byl exekutivní výnos z amerického senátu, který vypracovali a předložili demokratičtí senátoři Carter Glass (Virginie) a Henry B. Steagall (Alabama) a který vešel v platnost 16. června 1933, kdy byl podepsán Franklinem Delano Rooseveltem.
Hlavní body:
- efektivní oddělení komerčního a investičního bankovnictví,
- vytvoření FDIC (Federal Deposit Insurance Corporation).

Glassův–Steagallův zákon vznikl v kontextu velké hospodářské krize a jeho ambicí bylo zajistit, aby se podobná krize neopakovala (například tím, že by banky nemohly hazardovat se svým kapitálem společným z různých a různě nevyvážených zdrojů). 
Glassův–Steagallův zákon byl zrušen výnosem Gramm–Leach–Bliley Act z roku 1999 (za úřadu Billa Clintona), ale byl znovu v podstatě obnoven Volckerovým předpisem, implementovaným v lednu 2014, jako součást Doddova–Frankova zákona z roku 2010 (za úřadu Baracka Obamy).